# Theodor Braun (Theologe, 1833)
Theodor Gustav Adolf Braun (* 5. Februar 1833 in Möllbergen; † 18. Februar 1911 in Menton) war ein deutscher evangelisch-lutherischer Theologe.

## Leben
Theodor Braun war der Sohn eines Volksschullehrers. Seine Kindheit verbrachte er in Eisbergen, da sein Vater 1836 dort eine Arbeitsstelle übernahm. Er besuchte das Ernestinum in Rinteln und das Gymnasium in Herford. Er studierte an den Universitäten Bonn sowie Halle und wurde 1853 Mitglied des Hallenser Wingolf, später auch des Leipziger Wingolf. 1859 wurde er Hilfslehrer für Religion am Evangelisch Stiftischen Gymnasium in Gütersloh und dort auch Schulpfarrer. Im Jahr 1884 setzte man ihn als Nachfolger von Carl Büchsel als Pfarrer der St. Matthäuskirche in Berlin und Generalsuperintendent der Neumark und der Niederlausitz ein. In diesem Amt wurde er zudem Oberkonsistorialrat im Evangelischen Oberkirchenrat der altpreußischen Union (EOK). Die Ämter behielt er bis zum Jahr 1909 inne, als er in den Ruhestand ging, den er in Bethel verbrachte. 

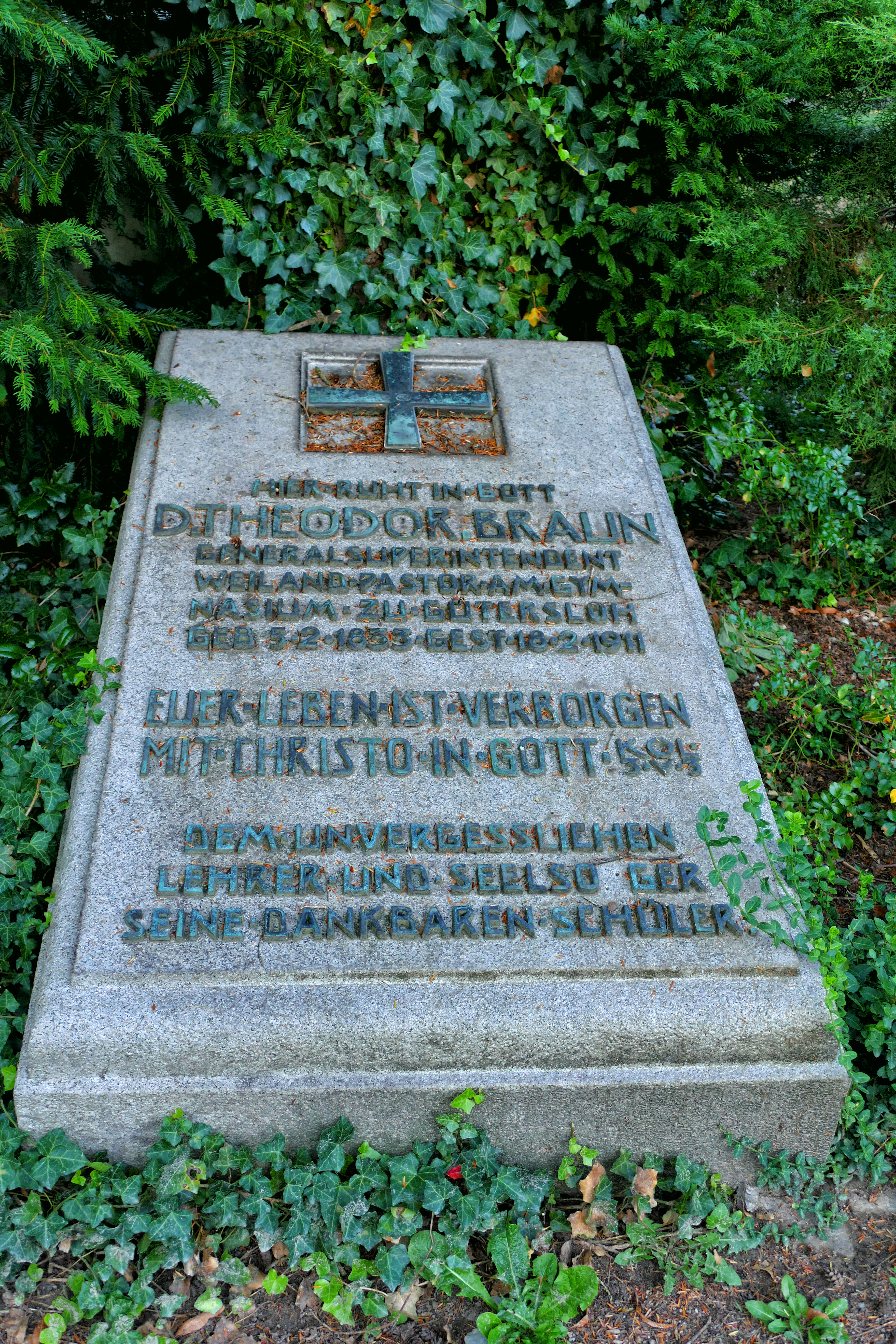
Theodor Brauns Grab auf dem Alten Friedhof in Gütersloh

Braun starb 1911 im Alter von 78 Jahren in Menton. Er wurde in Gütersloh beerdigt. Friedrich von Bodelschwingh, ein enger Vertrauter Brauns, beschrieb ihn als einen äußerst bekenntnistreuen Lutheraner innerhalb der preußischen Kirche.

## Veröffentlichungen (Auswahl)
- mit Th. Schmalenbach, K. Siebold: Hausbuch. Tägliche Andachten für die Hausgemeine, hg. vom Evangelischen Bücher-Verein, Berlin 1868.
- mit O. Meyer, J. Möller, Th. Schmalenbach (Hrsg.): Die Heilige Schrift Alten und Neuen Testaments nach Dr. M. Luthers Uebersetzung. Mit der Auslegung der vorzüglichsten Schriftforscher der älteren evangelischen Kirche, Gütersloh/Leipzig 1879/80.
- Die Bekehrung der Pastoren und deren Bedeutung für die Amtswirksamkeit, Berlin 1885.
- Die Bewahrung des ersten Jünglingsalters vor der Sünde der Unkeuschheit, Berlin 1897.
- Die Grundbedingung einer erfolgreichen Amtsthätigkeit. Richard Baxters Mahnruf an ev. Geistliche, von neuem dargeboten mit einer Vorrede, Berlin 1897.
- Welche Handhaben bietet das Bürgerliche Gesetzbuch den deutschen evangelischen Landeskirchen zum Schutz der evangelischen Interessen in den gemischten Ehen?, Stuttgart 1902.
- Zur Frage der engeren Vereinigung der deutschen evangelischen Landeskirchen, Berlin 1902.
- Die religiöse Wahnbildung. Eine Untersuchung, Tübingen 1906.
- Aus dem Jugendleben von Theodor Braun, Gütersloh 1911.
- Bleibende Frucht. Predigten, Ansprachen und Abhandlungen, hrsg. von alten Schülern, Gütersloh 1911.
- Die Schönheit, auf die wir warten, Gütersloh 1912.